# Siniša Mulina
Siniša Mulina (7 febbraio 1973) è un allenatore di calcio ed ex calciatore bosniaco, di ruolo centrocampista.

## Carriera

### Nazionale
Vanta tra presenze con la Bosnia ed Erzegovina, con cui ha esordito il 7 settembre 2002 nella sconfitta interna contro la Romania (0-3).

## Statistiche

### Cronologia presenze e reti in nazionale
| Cronologia completa delle presenze e delle reti in nazionale ― Bosnia ed Erzegovina | Cronologia completa delle presenze e delle reti in nazionale ― Bosnia ed Erzegovina | Cronologia completa delle presenze e delle reti in nazionale ― Bosnia ed Erzegovina | Cronologia completa delle presenze e delle reti in nazionale ― Bosnia ed Erzegovina | Cronologia completa delle presenze e delle reti in nazionale ― Bosnia ed Erzegovina | Cronologia completa delle presenze e delle reti in nazionale ― Bosnia ed Erzegovina | Cronologia completa delle presenze e delle reti in nazionale ― Bosnia ed Erzegovina | Cronologia completa delle presenze e delle reti in nazionale ― Bosnia ed Erzegovina |
| Data                                                                                | Città                                                                               | In casa                                                                             | Risultato                                                                           | Ospiti                                                                              | Competizione                                                                        | Reti                                                                                | Note                                                                                |
| ----------------------------------------------------------------------------------- | ----------------------------------------------------------------------------------- | ----------------------------------------------------------------------------------- | ----------------------------------------------------------------------------------- | ----------------------------------------------------------------------------------- | ----------------------------------------------------------------------------------- | ----------------------------------------------------------------------------------- | ----------------------------------------------------------------------------------- |
| 7-9-2002                                                                            | Sarajevo                                                                            | Bosnia ed Erzegovina                                                                | 0 – 3                                                                               | Romania                                                                             | Qual. Euro 2004                                                                     | -                                                                                   |                                                                                     |
| 12-2-2003                                                                           | Cardiff                                                                             | Galles                                                                              | 2 – 2                                                                               | Bosnia ed Erzegovina                                                                | Amichevole                                                                          | -                                                                                   | 80’                                                                                 |
| 2-4-2003                                                                            | Copenaghen                                                                          | Danimarca                                                                           | 0 – 2                                                                               | Bosnia ed Erzegovina                                                                | Qual. Euro 2004                                                                     | -                                                                                   | 82’                                                                                 |
| Totale                                                                              |                                                                                     | Presenze                                                                            | 3                                                                                   |                                                                                     | Reti                                                                                | 0                                                                                   |                                                                                     |

## Palmarès

### Club
- Campionato serbo-montenegrino: 1

Partizan: 1996-1997
- Campionato bosniaco: 1

Leotar: 2002-2003